# Col de Félines
Le col de Félines est situé à Entrevaux, dans les Alpes-de-Haute-Provence, en France.